# 수산세보틱스
주식회사 수산세보틱스는 수산그룹 계열의 건설기계 제조 업체이다.

## 역사 및 현황
1984년 6월 12일에 수산중공업이라는 법인으로 설립되었으며, 1991년 8월 30일에 유가증권시장에 상장하였다.
2025년 4월 2일에는 사명을 수산중공업에서 수산세보틱스로 변경하였다.